# Sommersdorf (Meklemburgia-Pomorze Przednie)
Sommersdorf – gmina w Niemczech,  w kraju związkowym Meklemburgia-Pomorze Przednie, w powiecie Mecklenburgische Seenplatte, wchodząca w skład Związku Gmin Demmin-Land.
Majątek Sommersdorf był własnością rodu von Maltzahnów, którego siedziba znajdowała się w sąsiednim Kummerowie. Ostatnim właścicielem była rodzina Rewoldtów. Obecny wygląd tutejszy dwór uzyskał podczas odbudowy po pożarze z 1924. W czasach nazistowskich rezydencja służyła jako szkoła rolnicza, a od 1945 mieściły się w nim mieszkania. Dwór wyremontowano w 2005 roku, od tego czasu mieszczą się w nim apartamenty, a budynek gospodarczy jest siedzibą placówki ochotniczej straży pożarnej. Prócz dworu we wsi znajduje się XVII-wieczny, ceglano-kamienny kościół z szachulcowym szczytem.